# 유딧의 승리

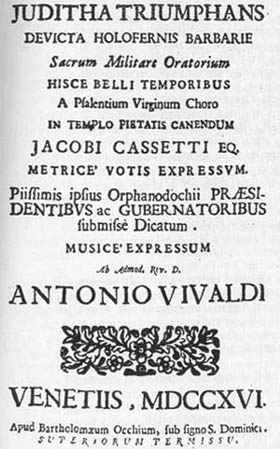

유딧의 승리(Juditha triumphans)는 안토니오 비발디의 오라토리오이며, 작품번호는 RV644이다. 1716년 케르키라섬에서 벌어진 베네치아 공화국과 오스만 제국의 전투에서 베네치아 공화국이 승전한 것을 기념하기 위해 제작되었으며, 이후 1797년까지 베네치아 공화국의 국가로 쓰였다. 리브레토(Libretto)는 이아코포 카세티(Iacopo Cassetti)가 작사하였고, 천주교 성경의 유딧기에 기원을 두었다.

## 등장 인물
1716년 오스페달레 델라 피에타에서 공연된 초연에서는 오스페달레의 여학생들이 남성과 여성 배역을 모두 연기하였다. 등장인물은 :
- 유딧, 콘트랄토, 어린 베툴리아인의 과부
- 바가우스, 소프라노, 환관, 홀로페르네스의 대지주
- 홀로페르네스, 콘트랄토, 아시리아의 장군
- 아브라, 소프라노, 유딧의 하녀
- 오지아스, 콘트랄토, 베툴리아의 최고 성직자.

아시리아인 병사들과 베툴리아의 여자들의 합창은 여성만으로 이루어진 합창단이 노래한다.
관현악 편성은 현악 합주(string orchestra)에 팀파니, 2대의 트럼펫, 1대의 만돌린, 4대의 테오르보, 5대의 비올라스 알인글레세(비올족), 1대의 비올라 다모레, 2대의 리코더, 2대의 소프라노 샬류모, 2대의 오보에, 1대의 오르간이 추가 편성되었다.

## 같이 보기
- 베네치아 공화국
- 케르키라섬